# Marcel Augusto Ortolan
Marcel Augusto Ortolan (Mirassol, estado de São Paulo, 12 de noviembre de 1981), conocido simplemente como Marcel, es un futbolista brasileño. Juega de delantero y su actual equipo es el Criciúma Esporte Clube del Campeonato Brasileño de Serie A.

## Selección nacional
Ha sido internacional con la Selección de fútbol de Brasil Sub-23.

## Clubes
| Club                    | País          | Año           |
| ----------------------- | ------------- | ------------- |
| Coritiba                | Brasil        | 2000-2003     |
| Suwon Bluewings         | Corea del Sur | 2004          |
| Académica de Coimbra    | Portugal      | 2004-2006     |
| SL Benfica              | Portugal      | 2006          |
| Sporting Braga          | Portugal      | 2006          |
| São Paulo               | Brasil        | 2006-2007     |
| Grêmio                  | Brasil        | 2007          |
| Cruzeiro                | Brasil        | 2008          |
| Grêmio                  | Brasil        | 2008          |
| Vissel Kobe             | Japón         | 2009          |
| Santos                  | Brasil        | 2010          |
| Vasco da Gama           | Brasil        | 2011          |
| Suwon Bluewings         | Corea del Sur | 2011          |
| Coritiba Foot Ball Club | Brasil        | 2012          |
| Criciúma Esporte Clube  | Brasil        | 2013-presente |